# Soinaste
Soinaste est un village de la commune de Ülenurme du comté de Tartu en Estonie.
Au 31 décembre 2011, il compte 870 habitants.